# نيكولا أمير بلجيكا
نيكولا أمير بلجيكا (13 ديسمبر 2005) هو الابن الثاني للوران أمير بلجيكا وزوجته كلير أميرة بلجيكا.